# Ambite
Ambite es un municipio y localidad española del sureste de la Comunidad de Madrid, contiguo con la provincia de Guadalajara. Pertenece a la comarca natural castellana de La Alcarria, también forma parte de la madrileña comarca de Las Vegas; históricamente ha formado parte de las Tierras de Alcalá, tradicional área de Alcalá de Henares. El pueblo se levanta a orillas del río Tajuña, aprovechando las paredes del valle, lo que le dota de un paisaje singular. La población del término municipal es de 697 habitantes (INE 2024).

## Toponimia
En cuanto al origen de su nombre, la primera referencia se tiene en años posteriores a la reconquista de Alcalá de Henares por parte del arzobispo de Toledo (1118), en plena repoblación de la zona tras la victoria cristiana, en 1124, se cita a la localidad bajo el nombre de Ambith et Balmores. El nombre hace referencia a Ambite y Valmores, esta segunda, la aldea de Valmores, despoblada según la leyenda por una supuesta maldición.
Muy probablemente el nombre de Ambite esté relacionado con otros como Embid (Guadalajara); diversos autores coinciden en su procedencia romana, procediendo ambos del término latino ambitus, con el significado de ‘cercado, rodeado’.
Aludiendo a lo que otros autores afirmarían, dichos términos podrían tener su origen en lenguas prerromanas, observando el término vasco embil, ‘terreno de abundante pasto para caballerías’, así como otros orígenes latinos como antepectus, aludiendo a ‘cuesta o elevación’, similar al catalán ampit.
A mediados del siglo XVII el nombre del municipio fue Villahermosa de Ambite, dato conocido por la creación de su vizcondado en 1666.

## Geografía
La localidad está situada a una altitud de 682 m sobre el nivel del mar.
| Noroeste: Olmeda de las Fuentes | Norte: Pezuela de las Torres | Noreste: Mondéjar (Guadalajara)  |
| Oeste: Villar del Olmo          |                              | Este: Mondejar (Guadalajara)     |
| Suroeste: Orusco de Tajuña      | Sur: Orusco de Tajuña        | Sureste: Almoguera (Guadalajara) |

### Clima
De acuerdo a la clasificación climática de Köppen, Ambite tiene un clima de tipo Csa (templado con verano seco y caluroso).
| Parámetros climáticos promedio de Ambite en el periodo 1967-1977 | Parámetros climáticos promedio de Ambite en el periodo 1967-1977 | Parámetros climáticos promedio de Ambite en el periodo 1967-1977 | Parámetros climáticos promedio de Ambite en el periodo 1967-1977 | Parámetros climáticos promedio de Ambite en el periodo 1967-1977 | Parámetros climáticos promedio de Ambite en el periodo 1967-1977 | Parámetros climáticos promedio de Ambite en el periodo 1967-1977 | Parámetros climáticos promedio de Ambite en el periodo 1967-1977 | Parámetros climáticos promedio de Ambite en el periodo 1967-1977 | Parámetros climáticos promedio de Ambite en el periodo 1967-1977 | Parámetros climáticos promedio de Ambite en el periodo 1967-1977 | Parámetros climáticos promedio de Ambite en el periodo 1967-1977 | Parámetros climáticos promedio de Ambite en el periodo 1967-1977 | Parámetros climáticos promedio de Ambite en el periodo 1967-1977 |
| Mes | Ene.                                                             | Feb.                                                             | Mar.                                                             | Abr.                                                             | May.                                                             | Jun.                                                             | Jul.                                                             | Ago.                                                             | Sep.                                                             | Oct.                                                             | Nov.                                                             | Dic.                                                             | Anual                                                            |
| --- | ---------------------------------------------------------------- | ---------------------------------------------------------------- | ---------------------------------------------------------------- | ---------------------------------------------------------------- | ---------------------------------------------------------------- | ---------------------------------------------------------------- | ---------------------------------------------------------------- | ---------------------------------------------------------------- | ---------------------------------------------------------------- | ---------------------------------------------------------------- | ---------------------------------------------------------------- | ---------------------------------------------------------------- | ---------------------------------------------------------------- |
| Temp. media (°C) | 5.2                                                              | 6.3                                                              | 8.5                                                              | 12.8                                                             | 16.0                                                             | 21.0                                                             | 25.7                                                             | 24.1                                                             | 19.8                                                             | 15.3                                                             | 8.5                                                              | 5.0                                                              | 14.0                                                             |
| Precipitación total (mm) | 51.4                                                             | 50.4                                                             | 34.5                                                             | 46.9                                                             | 39.0                                                             | 26.4                                                             | 14.6                                                             | 22.8                                                             | 24.6                                                             | 38.5                                                             | 58.9                                                             | 37.1                                                             | 444.9                                                            |
| Fuente: Ministerio de Agricultura, Alimentación y Medio Ambiente. Datos de precipitación para el periodo 1967-1977 y de temperatura para el periodo 1967-1977 en Ambite 10 de noviembre de 2012 |                                                                  |                                                                  |                                                                  |                                                                  |                                                                  |                                                                  |                                                                  |                                                                  |                                                                  |                                                                  |                                                                  |                                                                  |                                                                  |

## Historia
Se conoce que los primeros pobladores de la zona fueron celtíberos, habiéndose encontrado vestigios arqueológicos que lo atestiguan. Posteriormente, con la llegada de la romanización, se asienta la tribu de los carpetanos, los cuales vivían en cuevas que aún se pueden encontrar en Tielmes, Perales de Tajuña y Estremera. Con la caída del imperio romano llegan los pueblos germánicos, posteriormente las invasiones islámicas y la Reconquista, momento en el cual aparece la primera referencia documental sobre Ambite.
En época de la reconquista, la frontera del Tajo se vio bajo un continuo cambio de manos durante las batallas de finales del siglo XI y principios del XII, teniendo como disputa principal la ciudad de Alcalá de Henares. Finalmente, en 1118, se logra la definitiva reconquista de Alcalá, siendo seis años después cuando se fecha un documento de 1124 que habla de la existencia de Ambith et Balmores (Ambite). 
Entre el 25 de marzo de 1190 y 1214, formaría parte del Sexmo de Tajuña, perteneciente a la Comunidad de Ciudad y Tierra de Segovia, en 1214 pasaría a la silla del Arzobispado de Toledo.
Desde la Edad Media, Ambite ha estado vinculada con la llamada Tierra de Alcalá, aldeas que dependientes del alfoz complutense conformaban el Común de Villa y Tierra alcalaína. Ambite junto a Santorcaz, Los Santos de la Humosa, Ajalvir y Daganzuelo, formaron el territorio denominado Las Cámaras; siendo la característica común de la zona la existencia de algún tipo de residencia para el entonces dueño de dichas tierras y su corte, el arzobispo de Toledo. Consolidados los territorios de la Tierra de Alcalá, durante el siglo XV se impulsó la autonomía sus aldeas, Ambite es conocida como villa en 1537.
Fue primer señor de la villa de Ambite Alonso de Peralta y Cárdenas, descendiente de una de las familias nobles más importante de la época. Fue embajador en Inglaterra entre 1638 y 1655, miembro de los Consejos de las Indias y de Estado; con su presencia convirtió a la villa en un lugar elegido para el descanso de la corte de Felipe II. En esta época el municipio era conocido como Villahermosa de Ambite.
El río Tajuña y sus aguas, con sus afluentes, caceras y manantiales, ha sido históricamente el principal administrador de agua para los terrenos de regadío de la vega; esto ha influido positivamente desde siempre en las actividades productivas del municipio, desarrollándose una importante actividad agrícola y ganadera que ha sido la principal fuente de riqueza del municipio. Las tierras del Tajuña fueron también objeto del desarrollo industrial que Juan de Goyeneche impulsó durante el siglo XVIII en la zona; renovando el sentido de los molinos y batanes, impulsó toda una industria textil en la comarca, permitiendo un importante y transitorio desarrollo económico y social.
Hacia mediados del siglo XIX, el lugar tenía contabilizada una población de 655 habitantes. La localidad aparece descrita en el segundo volumen del Diccionario geográfico-estadístico-histórico de España y sus posesiones de Ultramar de Pascual Madoz de la siguiente manera:

AMBITE: v. con ayunt. de la prov., adm. de rent., aud. terr. y c. g. de Madrid (7 leg.), part. jud. de Alcalá de Henares (4), dióc. de Toledo (14): sit. junto al r. Tajuña, á su der. en la ladera de la vega por donde corre dicho r., libre de la influencia de todos los vientos, con cielo alegre, despejada atmósfera, y clima saludable. Tiene como 140 casas, distribuidas en calles, la mayor parte empedradas; entre ellas un palacio con su hermoso jardín, y próximo á él una huerta inmensa cercada de pared, dentro de la cual hay varias alamedas de olmos y frutales, perteneciente al Sr. marqués de Legarda, que goza también el título de vizconde de Ambite, con señ. y jurisd. hasta 1808; una fuente pública, plaza, casa consistorial, meson, carniceria, dos molinos de aceite, escuela de primeras letras, concurrida por 40 á 60 niños; igl. parr. bajo la advocacion de la Asuncion, en la cual se conservan los restos del Sr. D. Alonso de Peralta y Cárdenas, en un magnifico panteon de mármol y jaspe, que existió en la igl. del ex-convento de San Bernardo de Madrid, fundado por el mismo Sr. Peralta. Tambien lo fue de un buen mayorazgo en esta v. que lo posee el referido marqués de Legarda su descendiente, el mismo que el año 1841 trasladó á esta igl. el panteon y cenizas de que se hace mérito: la parr. se sirve por un cura de provision del diocesano en concurso general, y aunque en lo ant. hubo dos pósitos, uno pio y otro comun, en el dia no existe ninguno: fuera de la v. se halla una ermita dedicada al Santo Angel de la Guarda; á la márg. izq. del r., y contiguo á ella el cementerio en parage ventilado. El térm. que se estiende á 1 leg. por los cuatro vientos, confina por N. con la Olmeda de la Cebolla y Pezuela de las Torres, por E. con Mondejar y Fuente Novella; por S. con desp. de Baldeormeña, Fuente del Espino y v. de Oruzco, por O. con la v. de Villar del Olmo. El terreno disfruta de monte y llano de todas calidades, y abraza unas 6,600 fan. de tierra; de las cuales hay 200 de primera calidad, que se riegan con las aguas del r. por medio de una presa construida en él; 250 de segunda, que se riegan con las aguas que pasan por este pueblo y las de un arroyo que baja desde el Villar; 300 de tercera, y las restanles de ínfima y de monte de carrascales y mata parda, de que se hace carbon: sobre el mismo r. hay un puente de piedra silleria, de 5 ojos, el cual se halla en muy buen estado, y su corriente sirve de motor á un molino harinero y un batan: las tierras de secano abundan de olivos, viñedos, y dilatados sembrados; y las de regadío de muchos y diversos árboles. Hubo antiguamente dos molinos harineros, y una fáb. de papel; pero hace mas de 40 años que se arruinaron, habiendo quedado reducida la ind. de este pueblo á un telar de paños ordinarios, y otro de lienzos. prod. trigo, cebada, centeno, cáñamo, anis, alcaravea, aceite, vino, gran cantidad de legumbres y hortalizas, alguna fruta, poca miel y cera, y se mantiene ganado lanar y cabrio: pobl.: 166 vec., 655 alm.:cap. prod.: 4.156,150 rs.: imp.: 154,102: contr.: 17,767 rs.
(Madoz, 1845, p. 240)

A finales del siglo XIX, se inauguró la vía férrea que unía Madrid con Arganda, el histórico Tren de Arganda, cuyo recorrido paralelo al río Tajuña acabó conformándose como el ferrocarril del Tajuña, este transportaba los productos agrícolas recogidos en los pueblos de la Vega con destino a Madrid. 
El DEDIDE, creado por el gobierno de Juan Negrín en 1937, abrió un campo de trabajos forzados en Ambite, el cual se hallaba fuera de la jurisdicción del Ministerio de Justicia. Un reporte preparado en noviembre de 1938 para el Comité Ejecutivo del Partido Socialista en Madrid indica que a los presos de trabajos forzados de Ambite se les trataba mal y carecían de vestimenta adecuada. El campo de trabajos forzosos de Ambite pasó a ser gestionado por el Servicio de Información Militar en marzo de 1938.
Durante la década de 1950 comenzó su declive hasta la clausura de todos sus tramos en 1997. A partir de 1999 esta infraestructura fue acondicionada a como vía verde, constituyéndose la vía verde del río Tajuña, ofreciendo una ruta de asfalto de vía ciclista que discurre por las localidades de la vega.

## Demografía
Cuenta con una población de 697 habitantes (INE 2024).
| Gráfica de evolución demográfica de Ambite entre 1842 y 2021                                                          |
| |
| Población de derecho según los censos de población del INE. Población de hecho según los censos de población del INE. |

## Comunicaciones
En el municipio efectúan parada tres líneas de autobuses interurbanos:
| Línea | Recorrido                                    |
| ----- | -------------------------------------------- |
| 260   | Alcalá de Henares - Ambite - Orusco          |
| 322   | Arganda del Rey (Hospital) – Ambite          |
| 326   | Madrid (Conde de Casal) – Mondéjar - Driebes |

## Cultura

### Patrimonio
En el municipio de Ambite se encuentra:
- Palacio de Ambite: construido en 1623 por los marqueses de Legarda, es de un estilo barroco del siglo XVII. Está situado a las afueras del pueblo, junto a una encina milenaria de grandes dimensiones.

- Encina milenaria: catalogada árbol singular de la Comunidad de Madrid, popularmente se le atribuye más de 1000 años de antigüedad.

- Monumento de los Ojos: construido por Federico Díaz Falcón, consta de tres arcos, coronados por un tejadillo de teja árabe. Destacan decenas de azulejos realizados en Talavera de la Reina.

- Iglesia de Nuestra Señora de la Asunción: tiene orígenes en un templo anterior, siendo el actual del siglo XVI, en él se conserva una reliquia de la cruz de Cristo o Lignum Crucis; según la leyenda esta astilla fue traída de Tierra Santa por el caballero de Ambite. Hasta el siglo XVIII el interior de esta iglesia fue utilizada como necrópolis, práctica abandonada a raíz de una epidemia de cólera. En la torre se encuentra el gallo de la veleta, al que tradicionalmente los campesinos piden lluvia para los campos.

- Ermita del Santo Ángel de la Guarda: del siglo XVI, situada junto al cementerio antiguo.

- Puente de Ambite y de los Once Ojos: El primero se encuentra sobre el río Tajuña y también recibe el nombre de puente del Molino, data de 1756 según la inscripción en su pretil. El puente de los Once Ojos es del siglo XIX, se sitúa junto al Monumento a los Ojos, sobre el Arroyo del Villar o de la Vega.

- Fuente del Arca: históricamente se ha creído que los antiguos moradores del municipio iniciaron el asentamiento en los alrededores de este manantial.

- Antigua Estación de Ferrocarril: Antigua estación perteneciente a las abandonadas infraestructuras del antiguo tren de arganda o ferrocarril del Tajuña. Hoy en día ocupan las instalaciones un restaurante y diversas dependencias municipales como la piscina o el Centro de Naturaleza Vega del Tajuña.

- Vía verde del río Tajuña: Vía ciclista que recorre el trazado del antiguo ferrocarril del Tajuña.

- Otros lugares: entre otros lugares de interés podemos encontrar el Molino, el Batán, el Molino del Fraile y la Fábrica de Harinas La Josefilla.

- Cruz de Ambite: cruz de piedra situada en la Peña de los Llanos, hipotético lugar donde sucedieron los hechos desencadenantes de la leyenda del Caballero de Ambite.

### Leyendas
Leyenda de la Cruz de Ambite o del Caballero de Ambite
Esta leyenda cuenta que un fraile viajaba por estas tierras a caballo, momento en el que se desató una tormenta y un rayo terminó por asustar al animal que emprendió el galope directo a un precipicio, a punto de caer se frenó en seco en la Peña de los Llanos clavando su herradura en una piedra. El jinete, no dando crédito a tal suerte exclamó: ¡Válgame la Cruz de Ambite! Dando gracias a Dios colocó una cruz de ramas en la peña y bajó al pueblo a contar lo sucedido, rezó a la Virgen y prometió viajar a Tierra Santa para conseguir una reliquia de la Cruz de Cristo. El caballero de Ambite cumplió su promesa, venerándose la reliquia de la Vera Cruz en la Iglesia de Nuestra Señora de la Asunción.
Leyenda de la Encina milenaria
Desde tiempo inmemorial esta leyenda asegura que en sus bellotas está escrito el futuro de los enamorados: “En la Edad Media un guerrero venía a sentarse a la sombra de la encina en compañía de una hermosa doncella. Un día marchó a la guerra el caballero y desde entonces todas las tardes venía a llorar la doncella al pie del árbol, y después tocaba una rama. Paso mucho tiempo sin tener noticias de él y volvió a llorar a la encina, pero ya sin esperanzas de verlo. Las ramas que tocó en el primer tiempo dieron desde entonces fruto dulce y las restantes fruto amargo”. “Mezcladas en el suelo, la tradición afirma que la felicidad de los novios depende del sabor de estos frutos”

### Fiestas
- Fiesta de San Blas: 3 de febrero, se celebra el día en el campo comiendo Tortilla Ambiteña.
- Día del Hornazo: Domingo de Resurrección, en el que también se reúnen los lugareños para comer al aire libre, en este caso el tradicional bollo de Pascua.
- Fiestas patronales de la Santísima Cruz: La Fiesta Mayor es el 3 de mayo, iniciándose la celebración en la medianoche del 30 de abril con el Canto de los Mayos a la Virgen.
- Fiesta de la Cruz: pequeña festividad celebrada el 14 de septiembre.